# Palaeorhiza heterochroa
Palaeorhiza heterochroa är en biart som beskrevs av Hirashima 1988. Palaeorhiza heterochroa ingår i släktet Palaeorhiza och familjen korttungebin. Inga underarter finns listade i Catalogue of Life.